# (1319) Disa
(1319) Disa es un asteroide que forma parte del cinturón de asteroides y fue descubierto el 19 de marzo de 1934 por Cyril V. Jackson desde el observatorio Union de Johannesburgo, República Sudaficana.

## Designación y nombre
Disa recibió al principio la designación de 1934 FO.
Más adelante se nombró por la palabra que designa a un género de orquídeas.

## Características orbitales
Disa orbita a una distancia media del Sol de 2,985 ua, pudiendo alejarse hasta 3,602 ua y acercarse hasta 2,367 ua. Tiene una inclinación orbital de 2,8° y una excentricidad de 0,2069. Emplea en completar una órbita alrededor del Sol 1884 días.